# Конкремент

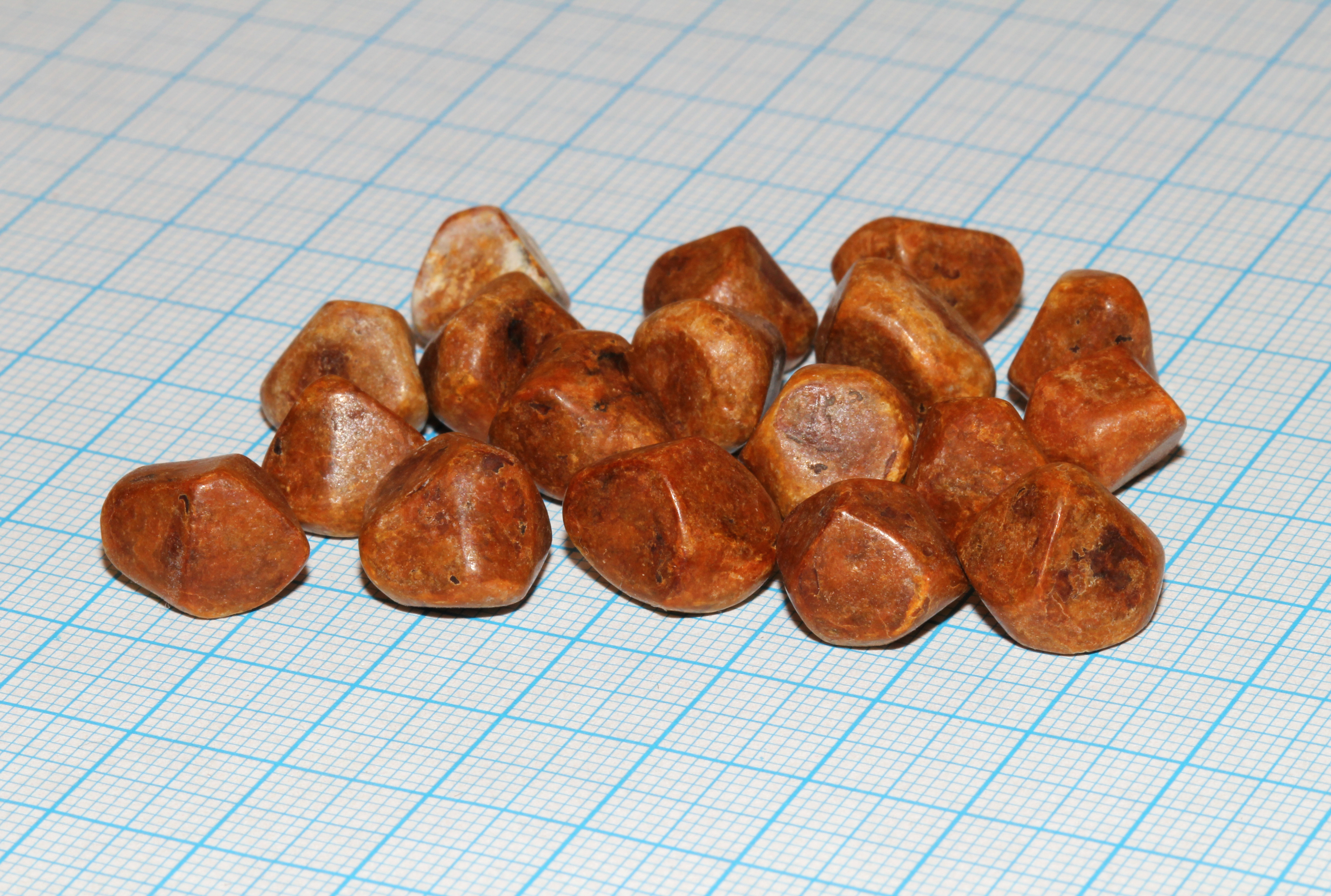
Жовчні камені, всі вилучені у одного хворого. Масштаб сітки 1 мм.

Конкреме́нт чи камінь (лат. concrementum, calculus) — тверде тіло, що утворюється в організмі з солей та колоїдних речовин внаслідок порушення обміну речовин. Утворення каменів називається літіа́з чи кам'яна хвороба (лат. lithiasis).

## Типи
- Сечові камені чи уроліти (calculi urinarii, urolithi) — камені в сечовій системі. Включають ниркові камені чи нефроліти (calculi renales, nephrolithi) і камені в сечовому міхурі чи цистоліти (calculi vesicales, cystolithi). Вони можуть мати різний хімічний склад, включаючи мішані типи, найпоширеніші містять оксалати й урати.
- Камені в жовчному міхурі і жовчних протоках називаються жовчними каменями чи білілітами (calculi biliares, bililithi); вони первісно розвиваються з солей жовчних кислот та похідних холестеролу.
- Камені в носовій порожнині називаються ринолітами (rhinolithi) і трапляються рідко.
- Камені в шлунково-кишковому тракті називаються ентероліти (enterolithi), вони можуть досягати дуже значних розмірів. Повідомлялося про кількафунтові камені, витнуті в коней.
- Камені в шлунку відомі як гастроліти (gastrolithi, calculi gastrici).
- Камені в слинних залозах — сіалоліти (sialolithi).
- Камені (пробки) в мигдаликах називаються тонзилоліти (tonsillolithi).
- Камені у венах називаються флеболіти (phlebolithi).
- Дуже рідко трапляються камені в шкірі, наприклад, у потових залозах.

## Причини
- Внаслідок надлишку мінеральних солей: наприклад, підвищений рівень кальцію (гіперкальціємія) може спричинити сечокам'яну хворобу, харчові чинники впливають на розвиток жовчнокам'яної хвороби.
- Місцеві чинники, такі як діяльність бактерій (у випадку ниркових каменів) чи сповільнений рух рідини (що є можливим поясненням більшості випадків літіазу в слинних протоках піднижньощелепної залози).
- Ентероліти є типом каменів, що трапляються в шлунково-кишковому тракті тварин (переважно жуйних) і людей, і можуть складатися з неорганічних і органічних речовин.
- Безоар, що трапляється в шлунку й кишечнику копитних, найчастіше за все складається з волосся. Він може стати осередком ентероліта.

Оксалат кальцію є звичайним типом солей при нирковокам'яній хворобі. На другому місці за поширеністю стоять солі сечової кислоти (урати), окрім того, дослідження in vitro показали, що камені з уратів здатні посилювати утворення каменів з оксалату кальцію.

## Лікування
- Консервативне лікування медикаментами
- Хірургічне лікування (витин каменя, літотомія)
- Ударно-хвильова терапія (літотрипсія)